# 第43次長期滞在
第43次長期滞在(だい43じちょうきたいざい、英語: Expedition 43)は国際宇宙ステーション(ISS)への43回目の長期滞在である。
これは3月11日に第41次/第42次長期滞在を終えたウィルモア、サマクチャイエフ、セロヴァの3人がソユーズTMA-14Mで地球に帰還してから始まった。
3月28日にソユーズTMA-16Mでゲンナジー・パダルカ、ミハイル・コルニエンコ、スコット・ケリーがISSに到着した。
第42次/第43次長期滞在を終えたシュカプレロフ、バーツ、クリストフォレッティが2015年6月11日にソユーズTMA-15Mで地球に帰還するまで続いた。

## 乗組員
| 職務                 | 第1期 ( 2015年3月 )                            | 第2期 ( 2015年3月 - 2015年6月 )                |
| -------------------- | ---------------------------------------------- | ---------------------------------------------- |
| 船長                 | テリー・W・バーツ, NASA 2回目                  | テリー・W・バーツ, NASA 2回目                  |
| フライトエンジニア 1 | アントン・シュカプレロフ, RSA 2回目            | アントン・シュカプレロフ, RSA 2回目            |
| フライトエンジニア 2 | サマンサ・クリストフォレッティ, ASI-ESA 初飛行 | サマンサ・クリストフォレッティ, ASI-ESA 初飛行 |
| フライトエンジニア 3 |                                                | ゲンナジー・パダルカ, RSA 5回目                |
| フライトエンジニア 4 |                                                | ミハイル・コルニエンコ, RSA 2回目              |
| フライトエンジニア 5 |                                                | スコット・ケリー, NASA 4回目                   |

出展Spacefacts
もともとフライトエンジニア3にはユーリ・ロンチャコフが入るはずであったが、2013年9月6日にガスプロムで職を得るためにロシア連邦宇宙局を辞職した。また、彼は第44次長期滞在で船長を行うはずであった。

## ギャラリー

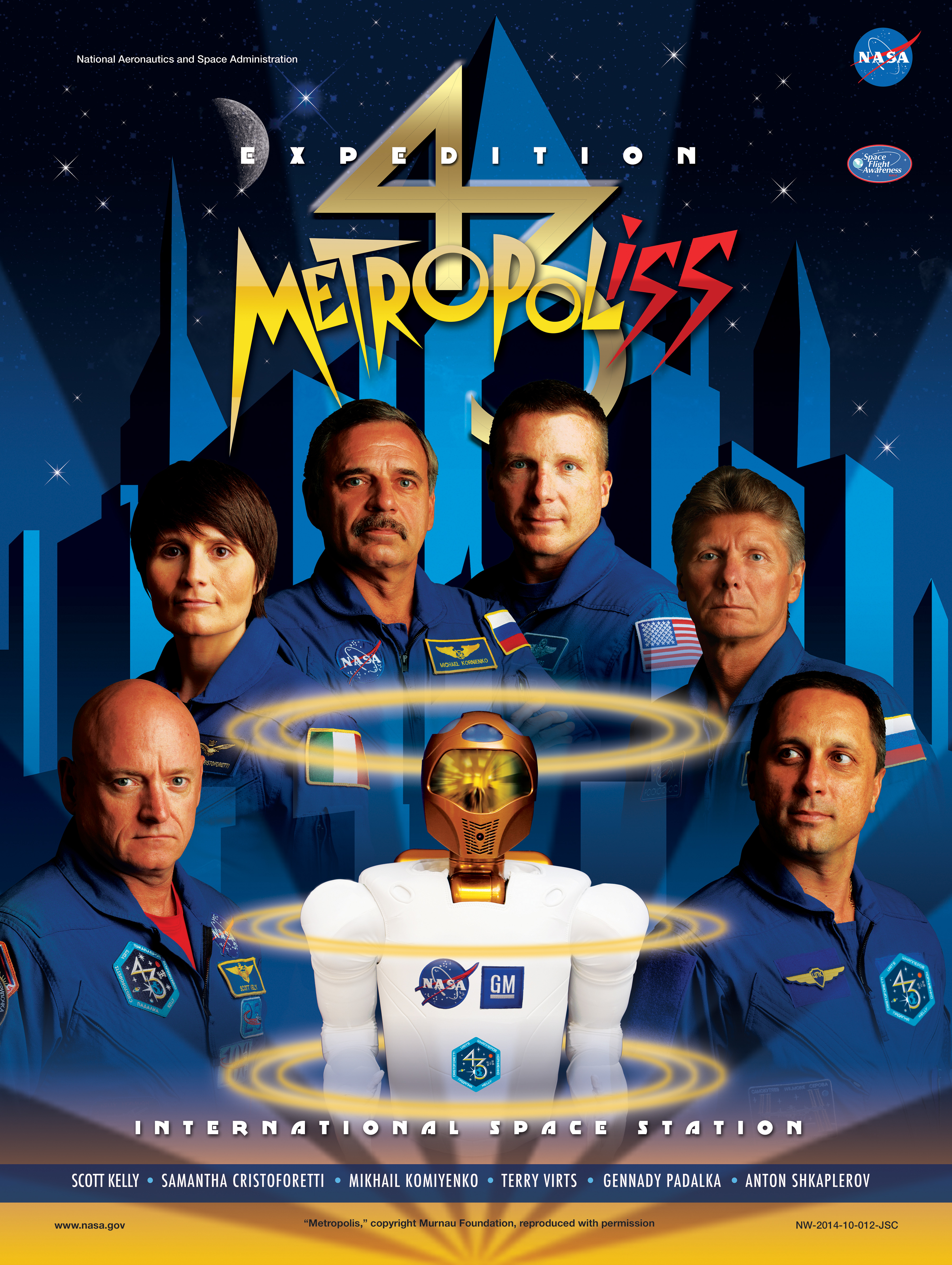
1927年の映画メトロポリスを題材にしたポスター
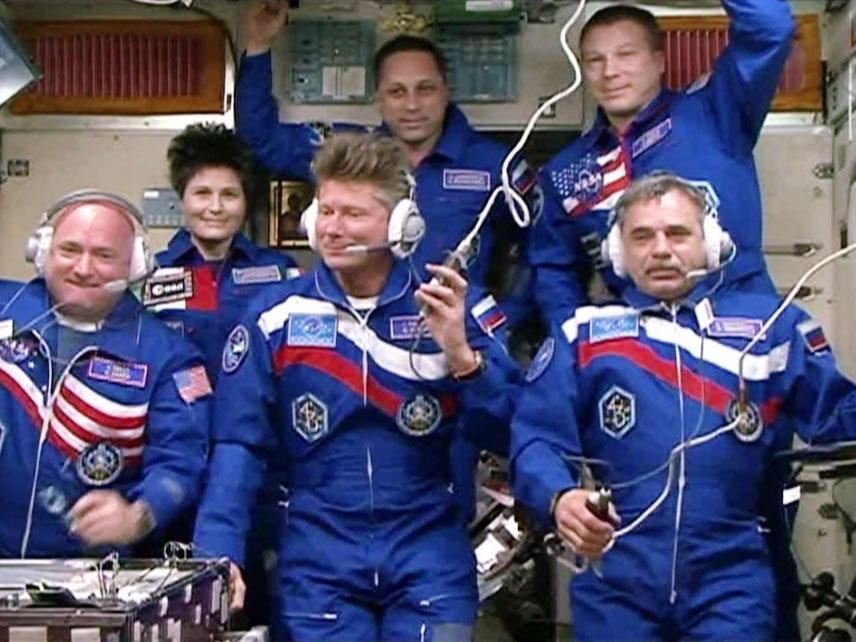
到着歓迎会

## 註
1. ↑  “Upcoming ISS expeditions”.   Spacefacts. 2013年3月16日閲覧。
2. ↑  “Russian cosmonaut due to command a flight to International Space Station quits to work for a gas company 'because his wife wants him to earn more money”.   DailyMail. 2014年2月5日閲覧。